# Zerrissenes Telefonbuch

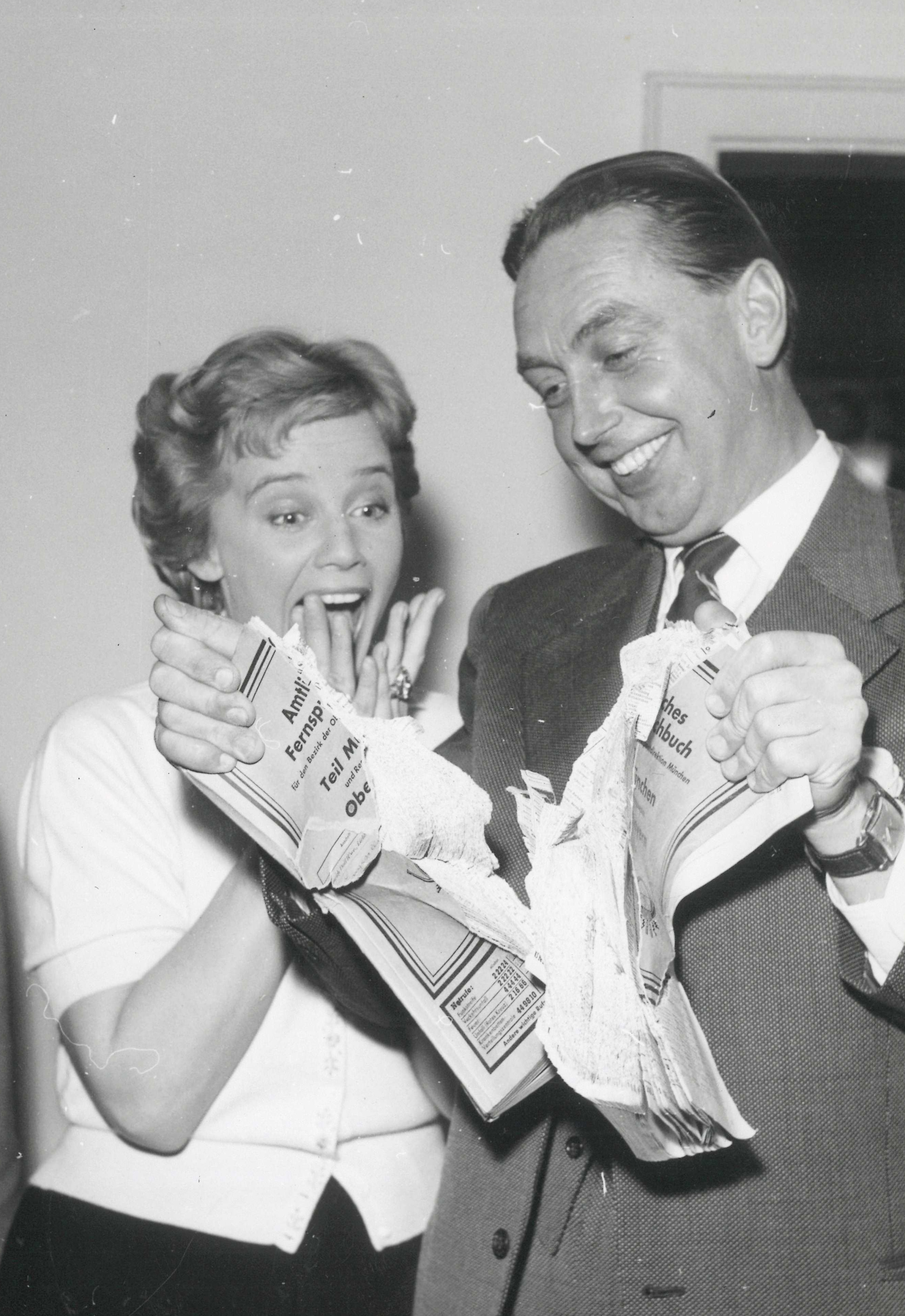
Der Meeresforscher Hans Hass führte 1950 vor, wie man ein Telefonbuch zerreißt. Er lernte dies von Felix Graf von Luckner.

Das zerrissene Telefonbuch ist ein klassischer, zumeist von Zauberkünstlern und Kraftsportlern vorgeführter Trick.
Man beginnt damit, dass beim ersten festen Zupacken mit einem zuvor scharf gefeilten Daumennagel unbemerkt eine kleine Kerbe in den Buchblock geschnitten wird. Diese Kerbe wird dann immer weiter durch Hin- und Herdrehen der beiden Buchenden vergrößert, wobei der scharfe Daumennagel in der Kerbe verbleibt und in der Art eines Messers wirkt. So schneidet der Daumennagel immer weiter in die Blätter ein. Ab einem gewissen Punkt ist diese Schneidewirkung des Daumennagels nicht mehr erforderlich, denn dann genügt die Muskelkraft, um das Buch durch die Kerbwirkung in zwei Teile zu zertrennen. Obwohl sich diese Vorgehensweise leicht anhört, ist doch eine nicht unerhebliche Kraft erforderlich.

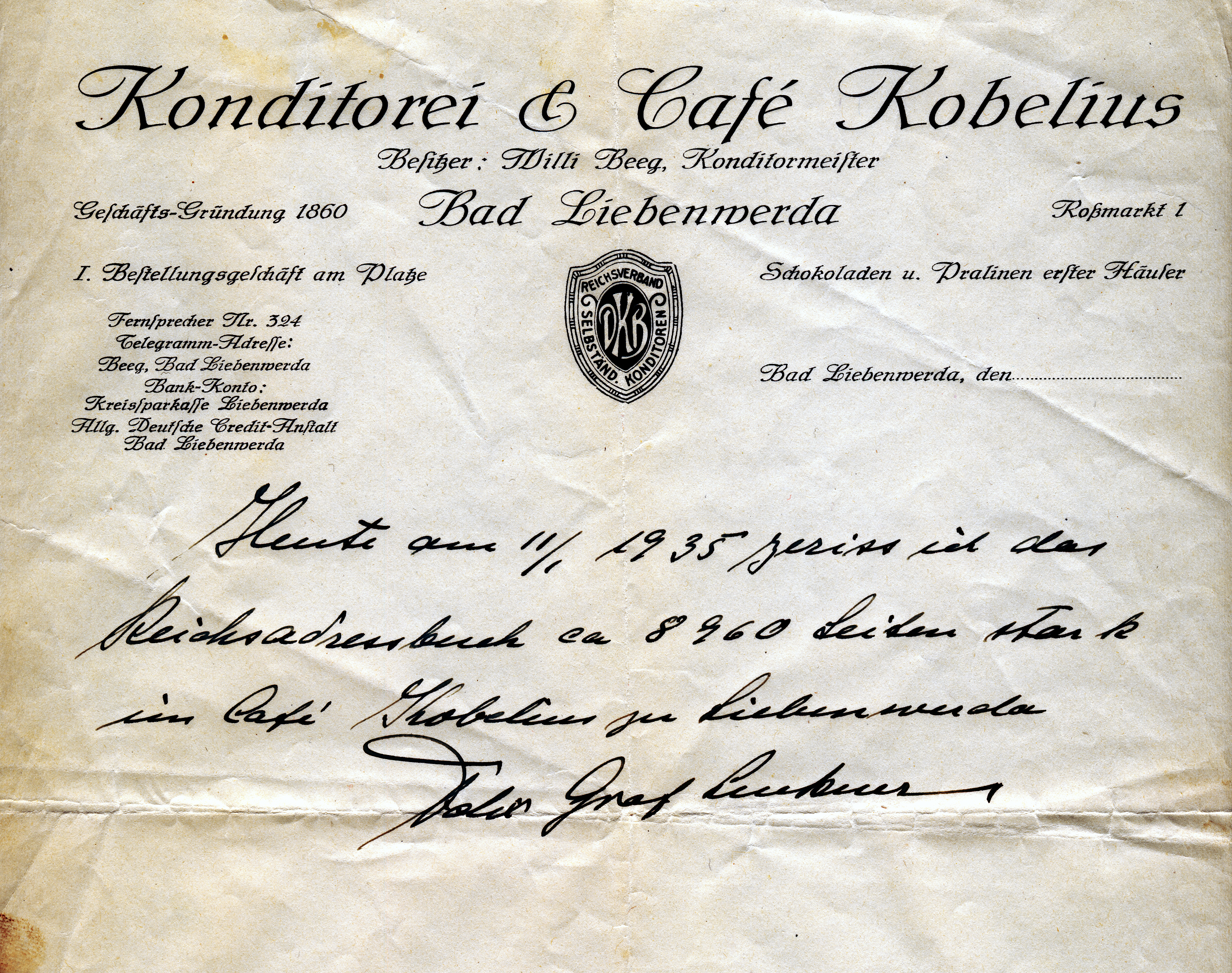
Felix Graf von Luckner bestätigt, dass er am 11. Januar 1935 ein Reichsadressbuch mit ca. 8960 Seiten im Cafe Kobelius in Bad Liebenwerda zerrissen hat.

Felix Graf von Luckner war auch bekannt dafür, bei seinen Auftritten ein Telefonbuch mit bloßen Händen zu zerreißen und Münzen mit den Fingern zu zerdrücken. Um seine enormen Handkräfte weiter zu stärken, konsultierte er bereits 1906 den Trainer für Kraftsport Theodor Siebert (1866–1961) in dessen Körperschule in Alsleben (Saale).
Dieser Trick mit dem Telefonbuch wird heute kaum noch im Fernsehen gezeigt, da die Hände zu sehr durch die Kameras vergrößert werden und dadurch das Wirken des Daumens offenbar wird.
Der identische technische Prozess wird heutzutage von der sogenannten Rettungsschere zur Bergung der Fahrzeuginsassen eingesetzt. Die Schneide ritzt zunächst nur das Metall an, bevor der weitere Trennprozess über die Scherwirkung erfolgt.